# Nékao Ier
Pour les articles homonymes, voir Nékao.
Nékao, ou Néchao, est le nom que donne l'historien antique Manéthon au roi « gouverneur » de Saïs de 672 à 664 avant notre ère,. C'est un roi local du delta du Nil, d'origine libyenne.

## Attestations
En plus d'être cité par Manéthon, le roi est attesté par plusieurs documents contemporains de son règne, dont une stèle de l'an 2 réalisée par Akanosh B en l'honneur d'Osiris-Ândjéty.

## Généalogie
Son père et prédécesseur est le roi Tefnakht II. Il se peut que le nom de son épouse soit Isetemkhebyt. Nékao est le père de son successeur, le roi Psammétique Ier. Il se peut également qu'il soit le père de la princesse Méresamon, qui est figurée avec Chepenoupet II sur le linteau d'une chapelle thébaine d'Osiris.

## Règne
Nékao succède à son père Tefnakht II à la tête du territoire contrôlé par Saïs. Il étend rapidement son influence au reste du delta. En effet, le chef de Mâ de Sebennytos, Akanosh B, un descendant probable du chef de Mâ de Sebennytos, Akanosh A, qui a vécu lors du règne de Piânkhy, est à partir de l'an 2 du règne de Nékao au moins dans le giron de ce dernier, alors que la ville était fidèle aux Koushites depuis la campagne de Piânkhy. La principauté de Sebennytos est l'un des piliers du pouvoir koushite sur le delta. Ce changement d'allégeance de la part de cette principauté au milieu du règne de Taharqa montre la perte de pouvoir de ce dernier sur l'Égypte, et le gain parallèle de puissance de Nékao.
Malgré sa perte d'influence dans le delta, le roi Taharqa, comme ses prédécesseurs koushites, soutient les révoltes en Palestine contre l'Empire assyrien. En représailles, le roi assyrien Assarhaddon lance une première campagne en 679 av. J.-C., pendant laquelle il prend d'El-Arich dans le nord-est du Delta. Une deuxième campagne en 674 av. J.-C. est un échec, dans lequel Taharqa et Nékao sont impliqués. 
Assarhaddon lance une nouvelle campagne, qui est cette fois mieux documentée, en 672 AEC. L'affrontement entre Taharqa et les forces assyriennes a lieu en trois endroits, dont les deux premiers ne sont pas clairement situés : Magdala, Ishupri et Memphis. Selon les sources assyriennes, le pillage par l'armée assyrienne aurait permis de ramener le butin incroyable de 50 000 chevaux, 120 diadèmes d'or et des statues divines. Assarhaddon, qui veut éradiquer la présence koushite en Égypte, se proclame alors roi puissant, roi du monde, roi d'Assyrie, roi de Sumer et d'Akkad, roi des rois de Basse-Égypte, de Haute-Égypte et de Koush. Il affirme également avoir nommé de nouveaux gouverneurs et rois (une vingtaine). Mais la liste fournie au début du règne de son successeur Assurbanipal indique plutôt qu'il a laissé en place les pouvoirs locaux, dont Nékao Ier, premier sur la liste en tant que roi de Memphis et de Saïs.
Taharqa, dont le fils et prince héritier Ushankhuru et les épouses ont été capturés et déportés à Ninive, se réfugie à Napata. De là il prépare une contre-attaque. Il reprend rapidement en main la région thébaine, au moins en 670 av. J.-C. (une stèle le montre avec la divine adoratrice d'Amon Chepenoupet II). Il s'empare également de Memphis dès 669 av. J.-C. et en chasse les fonctionnaires assyriens. Assarhaddon, désireux de chasser une nouvelle fois les Koushites du nord de l'Égypte, prépare une nouvelle campagne. Il lance son armée en 669 av. J.-C., mais meurt inopinément. Son successeur Assurbanipal relance cette campagne avortée vers la fin de 667 av. J.-C. Le nord de l'Égypte est à nouveau soumis, et une partie des roitelets et chefs du delta, dont Nékao, accompagnent Assurbanipal vers le Sud et conquièrent à nouveau Thèbes. C'est sur le linteau d'une chapelle thébaine d'Osiris que sont figurées la divine adoratrice d'Amon Chepenoupet II et une princesse nommée Méresamon, dont le père semble être Nékao, ce qui montrerait l'influence et le prestige de ce dernier sur l'Égypte à cette époque.
À la suite du départ des Assyriens après cette campagne, en 666 av. J.-C., les princes et les chefs du nord, soutenus par Taharqa, se révoltent face au pouvoir assyrien et chassent les fonctionnaires mis en place par Assurbanipal. Cette révolte est sévèrement réprimée par l'Assyrie et plusieurs de ses chefs sont déportés à Ninive. Assurbanipal choisit Nékao, malgré sa participation aux troubles, comme représentant des roitelets et chefs du delta. Il espère contrôler plus facilement cette région à travers un seul intermédiaire, Nékao, plutôt qu'une multitude d'interlocuteurs. De plus, son fils le futur roi Psammétique Ier est installé comme prince à Athribis, après que son prédécesseur a été déporté en Assyrie.
En 664 av. J.-C., Taharqa décède à Napata. Son cousin Tanoutamon lui succède, et dès l'année de son accession au trône, reprend la conquête du nord de l'Égypte. C'est lors de cette conquête que Nékao est tué par les Koushites, tandis que son fils Psammétique Ier se réfugie chez les Assyriens. Ces derniers réagissent la même année et chassent définitivement les Koushites d'Égypte, mettant fin ainsi à la XXVe dynastie.